# Hold fingrene fra mor
Hold fingrene fra mor er en dansk komediefilm fra 1951 om skilsmissebørn. Filmen blev instrueret af Jon Iversen efter manuskript Sys Gauguin.

## Medvirkende
- Berthe Qvistgaard
- Gunnar Lauring
- Martin Hansen
- Helge Kjærulff-Schmidt
- Preben Mahrt
- Maria Garland
- Erika Voigt
- Agnes Rehni
- Grete Frische
- Ib Schønberg
- Torkil Lauritzen
- Lone Hertz
- Bjarne Kitter